# Asser Wallenius
Asser Rafael Wallenius (23. července 1902 Tampere – 25. února 1971 Helsinky) byl finský rychlobruslař.
Od roku 1921 startoval na finských šampionátech. V mezinárodních závodech debutoval v roce 1922, kdy se představil na Mistrovství Evropy, na kterém vybojoval bronzovou medaili. Roku 1923 byl třetí na Mistrovství Finska, téhož roku premiérově startoval také na Mistrovství světa. Na MS 1924 skončil čtvrtý. Zúčastnil se Zimních olympijských her 1924 (500 m – 5. místo, 1500 m – nedokončil, 5000 m – 10. místo, 10 000 m – 10. místo, víceboj nedokončil). Poslední závod absolvoval v roce 1926.
Po skončení rychlobruslařské kariéry závodil v automobilu a stal se jedním z finských průkopníků motoristického sportu. Zemřel v roce 1971 ve věku 68 let při autonehodě.